# 1954 v hudbě
Tento článek obsahuje události související s hudbou, které proběhly v roce 1954.

## Události
- Les Paul sestavil na své vlastní náklady první osmistopý nahravací magnetofon Ampex.
- leden – po odchodu dirigenta Karla Václava Vacka zaniká Kladenská filharmonie
- 5. července – Elvis Presley nahrává své první singly: That's all right (Mama) a Blue Moon of Kentucky.

## Narození
- 28. července – Michael Kocáb, český hudebník

## Úmrtí
- 17. března – Ignác Händl, český varhaník a hudební skladatel (* 2. srpna 1889)
- 16. dubna – Milan Balcar, český hudební skladatel (* 13. prosince 1886)
- 23. listopadu – Pavel Dědeček, český dirigent a hudební skladatel (* 27. prosince 1885)

## Alba
- Al Haig Trio (Esoteric) – Al Haig
- And I Thought About You – Patti Page
- Bags' Groove – Miles Davis
- Bing: A Musical Autobiography – Bing Crosby
- Blue Haze – Miles Davis
- The Chordettes Sing Your Requests – The Chordettes
- Clap Yo' Hands – The Four Lads
- Crew Cut Capers – The Crew Cuts
- Dinah Jams – Dinah Washington
- Favorite Songs – The Ames Brothers
- Grand Jacques – Jacques Brel
- Guy Mitchell Sings – Guy Mitchell
- „In The Wee Small Hours“ – Frank Sinatra
- Irving Berlin Favorites – Eddie Fisher
- Irving Berlin's White Christmas – Rosemary Clooney
- It Must Be True – The Ames Brothers
- Louis Armstrong and the Mills Brothers – Louis Armstrong & The Mills Brothers
- Louis Armstrong Plays W.C. Handy – Louis Armstrong and His All Stars
- The Man That Got Away – Georgia Gibbs
- Meet The Mills Brothers – The Mills Brothers
- Mr. Rhythm – Frankie Laine
- My Heart's In The Highland – Jo Stafford
- A Night at Birdland Vol. 1 – The Art Blakey Quintet
- A Night at Birdland Vol. 2 – The Art Blakey Quintet
- Old Masters – Bing Crosby
- Original Folk Blues – John Lee Hooker
- RCA Thesaurus – John Serry, Sr.
- Red Garters – Rosemary Clooney
- Selections from Irving Berlin's White Christmas – Bing Crosby, Danny Kaye, Trudy Stevens, Peggy Lee
- Some Fine Old Chestnuts – Bing Crosby
- Song Souvenirs – Patti Page
- Songs For Young Lovers – Frank Sinatra
- Songs in a Mellow Mood – Ella Fitzgerald
- Souvenir Album – The Mills Brothers
- Swing Easy – Frank Sinatra
- Till I Waltz Again with You – Teresa Brewer
- The Tin Angel – Odetta & Larry
- Toshiko at Mocambo – Tošiko Akijoši
- Toshiko's Piano – Tošiko Akijoši
- Walkin' – Miles Davis
- Young at Heart – Doris Day & Frank Sinatra

## Hity
- zahraniční
- Mr Sandman — The Chordettes